# Berendi Tibor
Berendi Tibor (1921–2004. március 1.) vasúti vezető, 1969 és 1981 között a Ferencváros vasútállomás állomásfőnöke. 1971-ben a Munka Érdemrend arany fokozatával, 1978-ban a Magyar Népköztársaság Állami Díjának I. fokozatával tüntették ki „a vasút területén végzett több évtizedes kiemelkedő tevékenységéért, példamutató munkájáért”. Zsákai szerint „a már életében vasutas legendaként számon tartott vezető nem egyike volt a MÁV állomásfőnökeinek, hanem ő volt az állomásfőnök.”

## Pályája
– És mindennap tizenöt órát dolgozik?
Gyermekkorát Füleken töltötte, a gimnáziumot Losoncon végezte. 1939-ben érettségizett, majd jelentkezett a Magyar Államvasutakhoz, ahol előjegyezték. Egy évig a füleki porcelángyárban dolgozott. 1940-ben hívták be a vasúthoz felvételi vizsgára. Gyakornoki idejét Jolsván töltötte, majd Fülekre kérte át magát.
1943 októberében behívták katonának, majd fél évvel később leszerelték. A világháború végéig Füleken maradt, majd Miskolcra, a szovjet vasúti ezredhez került. 1945. november 28-ától, más forrás szerint 1945. december 3-ától Budapest-Ferencváros állomáson – Magyarország legnagyobb rendező-pályaudvarán – szolgált.
1950-től állomásfőnök-helyettes, 1969-től állomásfőnökké nevezték ki, ahol mintegy 1200 vasutas felettese lett nyugdíjazásáig.
Berendi 1965-ben megkapta a Munka Érdemrend ezüst fokozatát, 1971-ben az arany fokozatát. 1978-ban a Közlekedés Kiváló Dolgozója címet, valamint a Magyar Népköztársaság Állami Díját ítélték neki „a vasút területén végzett több évtizedes kiemelkedő tevékenységéért, példamutató munkájáért”.
1981. december 15-én nyugállományba vonult. 2004. március 1-jén hunyt el.